# 比特里 (涅夫勒省)
比特里（法語：Bitry，法語發音：[bitʁi]）是法国涅夫勒省的一个市镇，属于卢瓦尔河畔科讷库尔区。

## 地理
比特里（47°29'25"N, 3°4'47"E）面积17.47 平方千米，位于法国勃艮第-弗朗什-孔泰大區涅夫勒省，该省份为法国中部省份，北至约讷省，西北接卢瓦雷省，西接谢尔省，南至阿列省，东南接索恩-卢瓦尔省，东临科多尔省。
与比特里接壤的市镇（或旧市镇、城区）包括：皮赛地区圣阿芒、阿利尼科讷、锡耶、当皮埃尔苏布伊、圣韦兰。

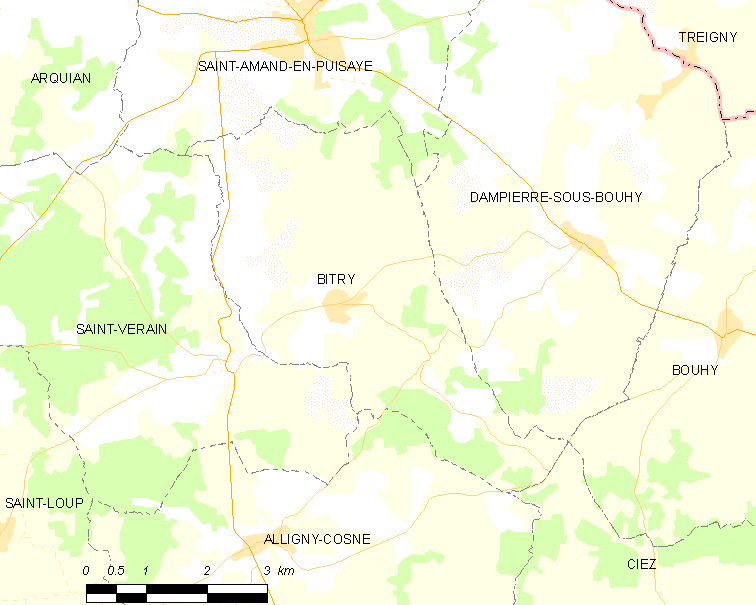
的OSM定位图

比特里的时区为UTC+01:00、UTC+02:00（夏令时）。

## 行政
比特里的邮政编码为58310，INSEE市镇编码为58033。

## 政治
比特里所属的省级选区为卢瓦尔河畔普伊县。

## 人口

1962-2008年间人口变化图示

比特里于2022年1月1日时的人口数量为311人。